# Goździeniec torfowcowy
Goździeniec torfowcowy (Clavaria sphagnicola Boud.) – gatunek grzybów należący do rodziny goździeńcowatych (Clavariaceae).

## Systematyka i nazewnictwo
Pozycja w klasyfikacji według Index Fungorum: Clavaria, Clavariaceae, Agaricales, Agaricomycetidae, Agaricomycetes, Agaricomycotina, Basidiomycota, Fungi.
Po raz pierwszy opisał go w 2015 roku Jean Louis Émile Boudier i nadana przez niego nazwa naukowa jest ważna. Typem nomenklatorycznym jest lektotyp.

## Morfologia
Owocnik
Grzyby klawarioidalne o bazydiokarpach tworzących niewielkie skupiska lub grupki po kilka sztuk i wysokości 50–90 mm. Zbudowane są z prostych gałązek o wierzchołkach tępych lub nieco zaostrzonych. Część płodna 20–50 × 1,5–2,5 mm, często wyraźnie odgraniczona od sterylnej podstawy, cylindryczna do wąsko maczugowatej, czasami lekko spłaszczona, ochrowożółta, po wysuszeniu żółtawoochrowa. Wierzchołek tej samej barwy. Część sterylna 35–40 × 1–1,5 mm, cylindryczna, jasnożółta, po wysuszeniu jasnoochrowa. Czasami u podstawy biaława grzybnia. Kontekst jasnożółty. Brak reakcji na FeCl3.
Cechy mikroskopowe
Podstawki 50–60 × 8–10 µm, maczugowate, 2-4-zarodnikowe, z pętelkowatą sprzążką bazalną u podstawy. Zarodniki elipsoidalne w widoku z boku, rzadko lekko zwężone w środku, cienkościenne, gładkie, z ziarnistą zawartością, nieamyloidalne, 7,5–11,5 × 5–7 µm, Qśr = 1,51,6, zawsze gładkie. Subhymenium o grubości 30–40 µm, ostro odgraniczone od kontekstu, złożone z gęsto splecionych, cylindrycznych, cienkościennych strzępek o szerokości 2–3 µm. Strzępki kontekstu równoległe, cylindryczne do rozdętych, cienkościenne, bezbarwne do bladożółtych, bez inkrustacji lub kryształów, bez sprzążek, o szerokości 5–18 µm. Powierzchnia sterylnej podstawy gładka, strzępki o szerokości 2–3 µm, bez sprzążek. Grzybnia u podstawy owocnika biała, złożona ze splątanych strzępek bez sprzążek, cylindrycznych, lekko grubościennych, o szerokości 2–3 µm.

## Występowanie i siedlisko
Podano stanowiska w Ameryce Północnej, Europie, Azji i Australii. Brak go w opracowanej w 2003 r. przez Władysława Wojewodę „Krytycznej liście wielkoowocnikowych grzybów podstawkowych Polski”, ale podano jego stanowisko w 2017 r.
Występuje na torfowiskach, prawdopodobnie związany jest z roślinami wrzosowatymi.